# Hugar
Hugar é uma dupla musical islandesa, composta pelos compositores multi-instrumentistas Bergur Þórisson e Pétur Jónsson de Seltjarnarnes, Islândia.

## História
Bergur Thorisson, juntamente com seu amigo de infância, formam a dupla neoclássica de post-rock Hugar (que significa "mente") desde 2012. Hugar lançou seu álbum de estreia, Hugar, em 2014, com Ólafur Arnalds tocando bateria. Foi distribuído gratuitamente online. Eles assinaram contrato com a Sony e, em 2019, seu segundo álbum, Varða, foi lançado na Sony Masterworks.
A banda se apresentou no Iceland Airwaves em 2017, 2018 e 2019. Até 2019, a banda teve 50 milhões de execuções no Spotify. Bergur e Pétur compuseram a trilha sonora do filme The Vasulka Effect, de 2019, sobre os artistas Steina e Woody Vasulka.

## Discografia

### Álbuns
- Hugar (2014)[5]
- Varða (2019)

### Trechos de filmes
- The Vasulka Effect (2019)[10]

### Colaborações
- Waves (2016, com Arnór Dan Arnarson)[11]